# Prowincja Bougouriba
Prowincja Bougouriba – jedna z 45 prowincji w Burkina Faso.
Prowincja ma powierzchnię prawie 3 tysięcy km². W 2006 roku w prowincji mieszkało ponad 102,5 tysiąca ludzi. W 1996 roku na jej terenach zamieszkiwało prawie 76,5 tysiąca osób.